# Sun Xuliu
| Posities op de WTA-ranglijst Positie per einde seizoen: \| jaar \| rang enkelspel \| rang dubbelspel \| \| ---- \| -------------- \| --------------- \| \| 2014 \| 1108 \| 830 \| \| 2015 \| 435 \| 613 \| \| 2016 \| 440 \| 417 \| \| 2017 \| 459 \| 315 \| \| 2018 \| 462 \| 325 \| \| 2019 \| 451 \| 398 \| \| 2020 \| 476 \| 424 \| \| 2021 \| 701 \| 644 \| |                |                 |
| jaar | rang enkelspel | rang dubbelspel |
| 2014 | 1108           | 830             |
| 2015 | 435            | 613             |
| 2016 | 440            | 417             |
| 2017 | 459            | 315             |
| 2018 | 462            | 325             |
| 2019 | 451            | 398             |
| 2020 | 476            | 424             |
| 2021 | 701            | 644             |

Dit is een Chinese naam; de familienaam is Sun.
Sun Xuliu (Chinees: 孙旭柳) (7 maart 1994) is een voormalig tennisspeelster uit China. Sun was actief in het internationale tennis van 2013 tot en met 2019, maar speelde bijna uitsluitend toernooien in China.

## Loopbaan

### Enkelspel
Sun debuteerde in 2014 op het ITF-toernooi van Shenzhen (China). Zij stond later dat jaar voor het eerst in een finale, op het ITF-toernooi van Hongkong – zij verloor van landgenote Liang Chen. In 2017 veroverde Sun haar enige titel, op het ITF-toernooi van Anning (China), door landgenote You Mizhuoma te verslaan. 
Sun speelde nooit in het enkelspel op een WTA-hoofdtoernooi.

### Dubbelspel
Sun behaalde in het dubbelspel betere resultaten dan in het enkelspel. Zij debuteerde in 2013 op het WTA-toernooi van Ningbo, waarvoor zij een wildcard had gekregen samen met landgenote Zheng Wushuang. Zij speelde in 2014 voor het eerst op een ITF-toernooi, in Shenzhen (China) samen met landgenote Zhao Qianqian. Zij stond in 2016 voor het eerst in een finale, op het ITF-toernooi van Anning (China), samen met landgenote Kang Jiaqi – zij verloren van het Chinese duo Li Yihong en Xin Yuan. In 2017 veroverde Sun haar eerste titel, op het ITF-toernooi van Nanjing (China), samen met landgenote Sun Ziyue, door het Russische duo Angelina Gaboejeva en Olga Poetsjkova te verslaan. 
In totaal won zij vijf ITF-titels, de laatste in 2019 in Xiamen (China).
Sun speelde in 2017 voor het eerst op een WTA International-toernooi, in Nanchang waarvoor zij een wildcard had gekregen, weer samen met landgenote Zheng Wushuang. Zij stond in 2018 eenmaal in een WTA-finale, op het toernooi van Anning samen met landgenote Guo Hanyu – zij verloren van het koppel Dalila Jakupović en Irina Chromatsjova.

## Palmares
| Legenda                 |
| ----------------------- |
| Grandslamtoernooi       |
| Olympische Spelen       |
| Year-End Championships  |
| Premier Mandatory       |
| Premier Five / WTA 1000 |
| Premier / WTA 500       |
| International / WTA 250 |
| Challenger / WTA 125    |

### WTA-finaleplaatsen enkelspel
geen

### WTA-finaleplaatsen vrouwendubbelspel
| nr.              | finale     | toernooi   | ondergrond | partner   | tegenstandsters                     | score    |         |
| ---------------- | ---------- | ---------- | ---------- | --------- | ----------------------------------- | -------- | ------- |
| gewonnen finales |            |            |            |           |                                     |          |         |
| geen             |            |            |            |           |                                     |          |         |
| verloren finales |            |            |            |           |                                     |          |         |
| 1.               | 2018-05-05 | WTA Anning | gravel     | Guo Hanyu | Dalila Jakupović Irina Chromatsjova | 1-6, 1-6 | details |

### Gewonnen ITF-toernooien enkelspel
| nr. | finale     | toernooi | dotatie  | ondergrond | tegenstandster in finale | score    |
| --- | ---------- | -------- | -------- | ---------- | ------------------------ | -------- |
| 1.  | 2017-06-25 | Anning   | $ 15.000 | gravel     | You Mizhuoma             | 6-2, 7-6 |

### Gewonnen ITF-toernooien dubbelspel
| nr. | finale     | toernooi | dotatie  | ondergrond | partner       | tegenstandsters in finale          | score            |
| --- | ---------- | -------- | -------- | ---------- | ------------- | ---------------------------------- | ---------------- |
| 1.  | 2017-03-05 | Nanjing  | $ 15.000 | hardcourt  | Sun Ziyue     | Angelina Gaboejeva Olga Poetsjkova | 6-3, 6-1         |
| 2.  | 2017-06-25 | Anning   | $ 15.000 | gravel     | Guo Shanshan  | Du Zhima Nima Zhuoma               | 6-3, 6-3         |
| 3.  | 2017-07-02 | Anning   | $ 15.000 | gravel     | Zang Jiaxue   | Feng Shuo Kang Jiaqi               | 6-2, 6-4         |
| 4.  | 2018-09-30 | Anning   | $ 15.000 | gravel     | Zhao Qianqian | Cho I-hsuan Cho Yi-tsen            | 6-4, 3-6, [10-6] |
| 5.  | 2019-03-24 | Xiamen   | $ 15.000 | hardcourt  | Zhao Qianqian | Tang Qianhui Zhang Ying            | 6-4, 6-4         |